# دوستت دارم
دوستت دارم فیلمی به کارگردانی اسماعیل کوشان و نویسندگی احمد نجیب زاده محصول سال ۱۳۴۲ است.

## بازیگران
- فریبا خاتمی
- بیتا موسی زاده
- حسین امیرفضلی
- غلامحسین بهمنیار
- سوزان امیرا
- محمد عبدی
- عباس طلاساز
- ارسلان دل جوان
- سمیرا گلستانه
- ملیحه مرحمت
- زرین